# Flemming Nielsen
Flemming Nielsen (Copenaghen, 24 febbraio 1934 – Copenaghen, 16 novembre 2018) è stato un calciatore danese, di ruolo centrocampista.

## Carriera

### Club
Venne acquistato dall'Atalanta nell'estate del 1961. In Italia oltre a calcare i campi da gioco svolgeva la professione del giornalista, inviando pezzi di cronaca sportiva (e particolarmente calcistica) a quotidiani della sua nazione.
Dopo tre stagioni con i bergamaschi, durante i quali vinse anche una Coppa Italia il 2 giugno 1963, abbandonò l'Italia a causa sia di motivi disciplinari che alla propria volontà di crescere la propria figlia nella terra d'origine.

### Nazionale
Nel 1960 ha vinto una medaglia d'argento ai Giochi Olimpici. In carriera ha anche totalizzato complessivamente 24 presenze e 6 reti con la nazionale danese.

## Palmarès

### Club

#### Competizioni nazionali
- Coppa Italia: 1

Atalanta: 1962-1963

### Nazionale
- Argento olimpico: 1

Roma 1960